# وثار وولف
وثار وولف (بالألمانية: Lothar Wolff؛ بالإنجليزية: Lothar Wolff) هو منتج أفلام ومونتير ومخرج أمريكي وألماني، ولد في 13 مايو 1909 في بيدغوشتش في بولندا، وتوفي في 2 أكتوبر 1988 في نيويورك في الولايات المتحدة.

## وصلات خارجية
- وثار وولف على موقع IMDb (الإنجليزية)
- وثار وولف على موقع ألو سيني (الفرنسية)
- وثار وولف على موقع أول موفي (الإنجليزية)
- وثار وولف على موقع قاعدة بيانات الأفلام السويدية (السويدية)
- وثار وولف على موقع قاعدة بيانات الفيلم (الإنجليزية)
- وثار وولف على موقع كينوبويسك (الروسية)